# Битка при Онгъла
Битката при Онгъла се състои през 680 г. край поселищата в Онгъла.

## Причини
Възползвайки се от постоянните войни на Византия с арабите, хан Аспарух преминава река Дунав и навлиза в Малка Скития (дн. Добруджа). През 680 г. византийският император Константин IV Погонат организира голям сухопътен и морски поход против навлезлите в земите му прабългарски племена. Теофан Изповедник ни дава косвени указания за броя на ромейската армия, като пише, че императорът свикал „всички теми“. Точни сведения за броя на ромейската войска липсват, но по това време една имперска полева армия е наброявала между 15 000 и 25 000 души. От друга страна нямаме сведения и за армията на прабългарите, но едва ли числеността ѝ е надвишавала 10 000 – 12 000 души.

## Военни действия
Войските на императора Константин IV достигат до поселищата на прабългарите в Онгъла и започват военни действия срещу Аспаруховите войски. Силно блатистата местност принуждава византийската войска да настъпва на отделни направления, което намалява силата на удара. Стресната от многобройния противник прабългарската армия се оттегля в своето укрепление, издигнато на остров Певки. 
| „                 | А българите, като видели голямата византийска войска, не се решили да влязат в бой с нея, но избягали в своето укрепление. | “ |
| Теофан Изповедник | |   |

 Отдалечеността и откъснатостта на театъра на военните действия в периферията на империята води до трудно снабдяване на ромейската армия. От друга страна е налице практическа невъзможност да бъде щурмувано укреплението на острова. Войските на Аспарух нанасят тактически удари на ромеите без да правят опити да ги разбият. Ромеите обсаждат укрепения лагер в продължение на 4 дни, след което императорът Константин IV съобщава на войските си, че отива на лечение в Акве Калиде и напуска бойното поле. Това е разтълкувано от войските като опит за бягство, което повлиява негативно на бойния им дух.
Добре организираната отбрана на лагера на прабългарите с обща площ около 48,3 км2, умелото използване на преимуществата на местността, изкуствените заграждения и полеви тип укрепления, както и внезапните удари принуждават ромеите да започнат тактически отстъпление. Такива са и инструкциите на императора – за лъжлива маневра с цел да бъде накаран врага да напусне острова, за да го атакуват на открито. В тази обстановка прабългарската армия се възползва от създалата се психологическа ситуация и неочаквано атакува превъзхождащата я в пъти византийска войска, като ѝ нанася поражение.
| „                 | А българите като видели това, започнали да ги преследват и повечето погубили с меч, а мнозина наранили | “ |
| Теофан Изповедник | |   |

Това не е първата историческа битка тук. През пролетта на 335 г. пр.н.е. на о-в Певки е разгромен самият Александър Македонски. Певки е и родното място на краля на вестготите Аларих I, превзел по-късно Рим.

## Следствия
Победата при Онгъла е първата стъпка към създаването на Дунавска България, като след тази победа на прабългарите продължават атаките към Мизия. Това принуждава Византия да сключи мирен договор в Константинопол. Този факт е налице навярно към края на лятото през 681 г. С този акт се утвърждава създаването на новата българска държава и започва епохата на Първо българско царство.